# Xanthodaphne charcotiana
Xanthodaphne charcotiana är en snäckart som beskrevs av Bouchet och Waren 1980. Xanthodaphne charcotiana ingår i släktet Xanthodaphne och familjen Turridae. Inga underarter finns listade i Catalogue of Life.